# Tweede Kamerverkiezingen in het kiesdistrict Rotterdam III
Tweede Kamerverkiezingen in het kiesdistrict Rotterdam III geeft een overzicht van verkiezingen voor de Nederlandse Tweede Kamer in het kiesdistrict Rotterdam III in de periode 1897-1918.
Het kiesdistrict Rotterdam III werd ingesteld in 1897, toen het meervoudige kiesdistrict Rotterdam gesplitst werd in vijf enkelvoudige kiesdistricten, Rotterdam I, Rotterdam II, Rotterdam III, Rotterdam IV en Rotterdam V. Tot het kiesdistrict behoorde een gedeelte van de gemeente Rotterdam.
Het kiesdistrict Rotterdam III vaardigde in dit tijdvak per zittingsperiode één lid af naar de Tweede Kamer. 
Legenda
- cursief: in de eerste verkiezingsronde geëindigd op de eerste of tweede plaats, en geplaatst voor de tweede ronde;
- vet: gekozen als lid van de Tweede Kamer.

## 15 juni 1897
De verkiezingen waren algemene verkiezingen; zij werden gehouden na ontbinding van de Tweede Kamer vanwege het bereiken van het einde van de zittingstermijn. 
|                    | 15 juni | 25 juni |
| ------------------ | ------- | ------- |
| Kiesgerechtigden   | 3.222   | 3.222   |
| Opkomst            | 2.597   | 2.745   |
| Geldige stemmen    | 2.574   | 2.723   |
| Blanco stemmen     | 23      | 22      |
| Kandidaten         |         |         |
| J.B. Verhey        | 1.243   | 1.798   |
| H.J.A.M. Schaepman | 751     | 925     |
| G. van Herwaarden  | 314     |         |
| P. van der Pols    | 178     |         |
| T. de Rot          | 44      |         |
| J.L. Stern         | 44      |         |

## 14 juni 1901
De verkiezingen waren algemene verkiezingen; zij werden gehouden na ontbinding van de Tweede Kamer vanwege het bereiken van het einde van de zittingstermijn. 
|                           | 14 juni |
| ------------------------- | ------- |
| Kiesgerechtigden          | 3.676   |
| Opkomst                   | 2.567   |
| Geldige stemmen           | 2.549   |
| Blanco stemmen            | 18      |
| Kandidaten                |         |
| J.B. Verhey               | 1.324   |
| C.A.H. Barge              | 826     |
| J.H.J. Quarles van Ufford | 233     |
| W.P.G. Helsdingen         | 166     |

## 16 juni 1905
De verkiezingen waren algemene verkiezingen; zij werden gehouden na ontbinding van de Tweede Kamer vanwege het bereiken van het einde van de zittingstermijn. 
|                  | 16 juni |
| ---------------- | ------- |
| Kiesgerechtigden | 4.600   |
| Opkomst          | 3.883   |
| Geldige stemmen  | 3.850   |
| Blanco stemmen   | 33      |
| Kandidaten       |         |
| J.B. Verhey      | 2.093   |
| K.A. Warmenhoven | 1.553   |
| F. van der Goes  | 204     |

## 11 juni 1909
De verkiezingen waren algemene verkiezingen; zij werden gehouden na ontbinding van de Tweede Kamer vanwege het bereiken van het einde van de zittingstermijn. 
|                      | 11 juni | 23 juni |
| -------------------- | ------- | ------- |
| Kiesgerechtigden     | 5.628   | 5.628   |
| Opkomst              | 4.485   | 4.690   |
| Geldige stemmen      | 4.435   | 4.650   |
| Blanco stemmen       | 50      | 40      |
| Kandidaten           |         |         |
| J.B. Verhey          | 2.097   | 2.539   |
| J.A. Loeff           | 2.048   | 2.111   |
| J.A.H. van den Brink | 290     |         |

## 3 juni 1913
Joor Verheij, gekozen bij de verkiezingen van 11 juni 1909, overleed op 4 mei 1913. Om in de ontstane vacature te voorzien werd een tussentijdse verkiezing gehouden.
|                  | 3 juni |
| ---------------- | ------ |
| Kiesgerechtigden | 5.628  |
| Kandidaten       |        |
| H. Stulemeijer   | 2.093  |

Stulemeijer was de enige kandidaat; hij werd zonder nadere stemming gekozen verklaard. Vanwege de korte duur van de resterende zittingstermijn vond zijn installatie niet meer plaats.

## 17 juni 1913
De verkiezingen waren algemene verkiezingen; zij werden gehouden na ontbinding van de Tweede Kamer vanwege het bereiken van het einde van de zittingstermijn. 
|                  | 17 juni |
| ---------------- | ------- |
| Kiesgerechtigden | 5.734   |
| Opkomst          | 4.769   |
| Geldige stemmen  | 4.698   |
| Blanco stemmen   | 71      |
| Kandidaten       |         |
| J.H. Lasonder    | 2.521   |
| H. Stulemeijer   | 1.731   |
| J. Loopuit       | 446     |

## 7 januari 1914
Johan Lasonder, gekozen bij de verkiezingen van 17 juni 1913, trad op 9 december 1913 af vanwege gezondheidsredenen. Om in de ontstane vacature te voorzien werd een tussentijdse verkiezing gehouden.
|                  | 7 januari |       |
| ---------------- | --------- | ----- |
| Kiesgerechtigden | 23 juni   |       |
| Kiesgerechtigden | 5.734     | 5.734 |
| Opkomst          | 3.851     | 4.215 |
| Geldige stemmen  | 3.814     | 4.177 |
| Blanco stemmen   | 37        | 38    |
| Kandidaten       |           |       |
| B.D. Eerdmans    | 1.755     | 2.393 |
| H. Stulemeijer   | 1.532     | 1.784 |
| A.B. de Zeeuw    | 527       |       |

## 15 juni 1917
De verkiezingen waren algemene verkiezingen; zij werden gehouden na ontbinding van de Tweede Kamer nadat een voorstel tot wijziging van de Grondwet in eerste lezing door Tweede Kamer en Eerste Kamer was aangenomen. 
|                   | 15 juni |
| ----------------- | ------- |
| Kiesgerechtigden  | 6.715   |
| Opkomst           | 1.849   |
| Geldige stemmen   | 1.774   |
| Blanco stemmen    | 75      |
| Kandidaten        |         |
| B.D. Eerdmans     | 1.242   |
| W. van Ravesteijn | 532     |

## Opheffing
De verkiezing van 15 juni 1917 was de laatste verkiezing voor het kiesdistrict Rotterdam III. In 1918 werd voor verkiezingen voor de Tweede Kamer overgegaan op een systeem van evenredige vertegenwoordiging met kandidatenlijsten van politieke partijen.